# Dermanyssus
Genre
Les faux poux des volailles ou poux rouges des volailles (Dermanyssus) sont des acariens parasites hémophages aviaires qui infectent les gallinacés et divers oiseaux sauvages, et occasionnellement le chien, le cheval voire l’homme.
Ils sont regroupés dans le genre Dermanyssus, qui comportait en 2007 23 espèces décrites (Roy L. & Chauve C. M., 2007). 
Sans doute en lien avec l'industrialisation des élevages et le développement des transferts de poussins de 1 jour et d'autres volailles, ces parasites se sont diffusés dans toute l'Europe, et posent maintenant problèmes dans la plupart des élevages, où des souches sont devenues très résistantes aux acaricides. 
L'espèce la plus problématique est devenue Dermanyssus gallinae . Considérée comme un microprédateur plus que comme un parasite, elle est source de stress intense (parfois mortel) et de maladies pour les volailles, et donc de pertes économiques importantes. Il a été montré en laboratoire de jeunes poulets (de 3 à 15 jours) mis en contact avec un agrégat importants de D. gallinae peuvent parfois mourir d'exsanguination en une seule nuit. 

Clayton et Tompkins ont montré qu'une prolifération de D. gallinae dans le nid d'oiseaux sauvages induit un moindre temps de couvaison des œufs, au détriment du succès de reproduction du pigeon biset (Columba livia),.

## Taxonomie, identification
Au sein de ce genre, les espèces sont longtemps restées très difficiles à identifier avec précision, surtout dans le groupe gallinae sensu Moss , en raison notamment d'une extrême variabilité des caractères morphologiques des individus au sein d’une même population, même avec une clé dichotomique. Les travaux de reconstruction phylogénétique et les progrès de la biologie moléculaires devraient peu à peu remédier au flou taxonomique qui entoure ce genre. 
Ce genre a été décrit en 1833, et a commencé à être révisé à partir des années 1960 notamment par Krantz et Sheals. 
Il est maintenant divisé en deux sous-genres renfermant trois groupes par Moss , :
- le sous-genre Dermanyssus scindé en deux groupes
  - groupe gallinae, de quatorze espèces qui ont une forte capacité de gorgement rapide grâce à une extension importante des organes digestifs et de l’opisthosome ; leur repas de sang se fait en quelques minutes et suffit aux besoins d'une métamorphose ou d'une ponte (Radovsky 1994).
  - groupe hirsutus qui compte quatre espèces)

1. le sous-genre Microdermanyssus, qui comprend cinq espèces.

Selon Lise Roy, auteur d'une thèse récente (2009) sur le système hôte-parasite chez Dermanyssus et la poule, « des différences écologiques marquées entre D.gallinae et les autres espèces semblent résulter non seulement de l'activité humaine, mais aussi de caractéristiques intrinsèques. Aujourd'hui, le rôle des flux commerciaux dans la dispersion de D. gallinae en élevage de pondeuses s'avère primordial, au moins en France, celui des oiseaux sauvages presque nul. » 
Le Scandale des œufs contaminés au fipronil, porté à la connaissance du public en 2017, est en partie lié à cette espèce, et à une espèce voisine, le pou noir des volailles (Ornithonyssus sylviarum).

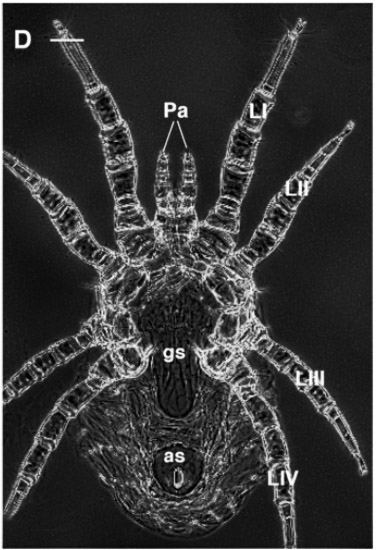
"Dermanyssus gallinae" femelle vue au microscope.

## Taille
Dermanyssus gallinae est un acarien de petite taille. L'adulte femelle mesure 0,6 à 0,8 mm par 0,4 mm, sa longueur dépassant 1 mm quand elle est gorgée de sang. 
Le mâle est un peu plus petit (0,6 × 0,3 mm).

## Espèces européennes
Selon Fauna Europaea
- Dermanyssus alaudae
- Dermanyssus apodis (espèce récemment décrite, en 2008 [9]
- Dermanyssus chelidonis
- Dermanyssus gallinae
- Dermanyssus hirundinis
- Dermanyssus lacertarum
- Dermanyssus passerinus
- Dermanyssus quintus
- Dermanyssus richiardii

## Spécificité à l'égard des hôtes
Pour celles qui ont été dans un premier temps les mieux étudiées, les espèces de ce genre n'étaient pas réputées très exigeantes en termes de spécificité d'hôte, c'est-à-dire qu'elles peuvent parasiter différentes espèces d'oiseaux. Ainsi, 40 hôtes aviaires [classés dans 8 ordres différents] ont été répertoriés pour la seule espèce D. hirundinis (Hermann, 1804) et plus de 30 espèces d’oiseaux réparties dans 6 ordres différents pour D. gallinae (De Geer, 1778). 
Il semble cependant y avoir des exceptions avec par exemple  D. quintus (Vitzthum, 1921),  D. hirsutus (Moss & Radovsky, 1967), et D. alaudae (Schrank, 1781) connues pour ne s'attaquer chacune qu'à une seule famille d’oiseaux (respectivement Picidae, Picidae, Alaudidae). 
Une seule espèce (Dermanyssus gallinae) semble s'attaquer aux volailles domestiques, mais elle le fait massivement et dans une partie grandissante du monde.

## Cycle de vie
Pour les espèces du sous-groupe gallinae, le Cycle de vie comprend cinq stades :
1. œufs, ovales déposés sur les œufs d'oiseaux ou dans les nids ;
2. larve ;
3. protonymphe  ;
4. deutonymphe ;
5. adulte, la femelle devant alors prendre un repas de sang avant chaque ponte (= cycles gonotrophiques)

Il n'y a qu'aux trois derniers stades que ces organismes ont besoin d'un repas de sang. Pour que les protonymphes et deutonymphes accomplissent leur métamorphose un seul repas suffit. Les Dermanyssus de ce sous-groupe ont plutôt un comportement de microprédateurs que de parasites typiques, avec un repas de sang avant chaque ponte,(répétée plusieurs fois dans leur vie, mais pas nécessairement sur le même hôte, comme le feraient des femelles adultes de moustiques ou de punaises des lits ou de sangsues (catégories de Kuris et Lafferty en 2000).
Pour les espèces du sous-groupe hirsutus (du sous-genre Dermanyssus et sous-genre Microdermanyssus) le cycle de développement est moins connu, mais leur morphologie semble souvent plus adaptée à l’agrippement qu’à la course (pattes massives et courtes) ce qui les rend plus faciles à observer et fait évoquer un comportement évoquant plutôt celui des poux (qui sont à vie sur le même hôte, ce qui est le cas de Dermanyssus grochovskae et de Dermanyssus quintu) sans capacité importante de gorgement (au profit de repas plus sobres mais répétés durant chaque stade nymphal). 
Le sous-genre Microdermanyssus aurait peut-être un mode de vie intermédiaire (nidicole en période de nidification de son hôte, et fixé à demeure sur l’hôte en hiver, selon Zemaskaya (1968).  
Dans les poulaillers, la larve passe à jeun au stade nymphal. Lors du premier stade nymphal, la nymphe cherche à gagner le corps d'un oiseau afin de pouvoir se nourrir. Elle passe d'une taille minuscule (300 à 700 microns) tant qu'elle n'est pas gorgée de sang, à une taille de l'ordre du millimètre après un repas sanguin. Une fois nourrie, elle quitte le corps de l'oiseau et évolue vers son second stade nymphal puis en adulte. À ce stade, ces parasites peuvent affecter d'autres vertébrés.
La durée totale d'un cycle est de deux semaines environ, mais ne se produit que par des températures supérieures à 9°C.

## Comportement
Alors que les adultes restent en permanence sur le corps des oiseaux, ils se nourrissent uniquement la nuit sur les mammifères, se cachant le jour dans des anfractuosités de leur gite.
Le début d'une infestation de poulailler est difficile à repérer, les poux étant principalement présents dans les recoins sombres. Un mouchoir en papier fermé déposé le soir et ouvert le matin permet d'en repérer, et à un stade avancé le sol peut être localement couvert de leurs excréments « qui ressemblent à des traînées de poudre faisant penser à un mélange de poivre et de sel »

## Pandémie
Les pandémies surviennent surtout hors saison froide, et en plein air, du fait du mode de développement de la larve qui ne vit pas en permanence sur un hôte à sang chaud[réf. nécessaire].

Les poussins sont les principales victimes de ces parasites (l'absorption d'une grande quantité de sang peut retarder la croissance voire tuer les oisillons).

Ces piqûres peuvent occasionner des érysipèles, allergies, et des inflammations. Le prurit provoque chez les vertébrés des réactions de grattage pouvant conduire à l'apparition de plaies et d'infection. 
Le parasite peut transmettre divers agents pathogènes à son hôte dans les élevages de volaille :
- protozoaires (Lainson 1960) ;
- bactéries pathogènes (Valiente Moro et al. 2005, 2007, 2009) ;
- virus par exemple à l'origine d'encéphalite (encéphalite de Saint-Louis[14]).

L'attaque de ces acariens sur les pattes des oiseaux d'élevage fait que dans certains cas extrêmes, la peau part en lambeaux.
En élevage avicole artisanal ou industriel, du fait de la concentration des animaux, de leur relative immobilisation et promiscuité et en général de leur vulnérabilité immunitaire, ces poux et plus particulièrement Dermanyssus gallinae sont facilités et fréquents, avec parfois de véritables (et récentes) pullulations dans les poulaillers d'une même région. La mortalité des poules d'un poulailler industriel peut passer de 1 à 4 % avec une perte générale de poids et une diminuation des pontes (passant d'un taux de 91-93 % dans un élevage non-contaminée à 80-82 % dans un élevage contaminé. Selon les pays, on estime que 50 à 68 % des élevages sont contaminés.
Ces parasitoses peuvent être à l'origine d'anémies et d'une dégradation générale de la santé de la volaille,, qui se traduit notamment par une chute du nombre de pontes, et de mortalité de poussins.

D. gallinae a déjà causé des mortalités massives dans des élevages industriels de volaille en batterie, par exemple en Roumanie 
Enfin, les œufs tachés par les acariens écrasés sont déclassés et source de pertes économiques.

## Symptômes
L'acarien étant relativement discret, le premier symptôme visible est un changement de comportement des volailles : celles qui sont infectées, en réponse probablement à un prurit, passent plus de temps et d'attention à l'auto-toilettage et à se gratter la tête, de jour comme de nuit .
D'autres symptomes courants:
- Plumes sales
- Poules qui se déplacent lentement
- La crete devient de couleur claire
- Réduction du niveau de ponte
- Les poules mangent moins
- Les poules se grattent ou déracinent leurs plumes
- Insectes ou poux visibles qui se déplacent sur la poule[21]

## Lutte vétérinaire
Pour limiter le risque de résistance aux pesticides acaricides « classiques », des alternatives sont recherchées, dont les huiles essentielles végétales (les plantes ont dû apprendre elles-mêmes à se protéger de nombreux acariens suceurs de sève).
Si un poulailler amateur est infesté, il est généralement recommandé d'en déplacer les poules (dans un second poulailler idéalement), de retirer la litière, balayer, gratter et aspirer tous les interstices, puis brûler la litière et les poussières balayées, avant de nettoyer (à haute-pression). Le passage d'un chalumeau, de vapeur ou d'un désherbeur thermique peut compléter la désinfestation du local. On recommande aussi la mise à disposition des poules de terre de diatomée. 
Des acaricides à base de phoxime sont également réputés efficaces. Un autre moyen est d'installer dans le poulailler un prédateur du poux rouge Androlaelaps casalis (vendu dans le commerce).